# Liste der kaiserlichen Generale der Frühen Neuzeit/B
Legende: * geboren | ~ getauft | † gestorben | ⚔ gefallen | Zu den Rangbezeichnungen siehe auch Generalsränge auf der Startseite.
- Johann Joseph Ritter von Baader

* 1733   † 12./13. Januar 1809/10. Laufbahn: 1. Januar 1794 mit Rang vom 4. November 1791 Generalmajor, 1. März 1797 mit Rang vom 10. Januar 1797 Feldmarschalleutnant
- Paul Freiherr von Babocsay

* ?   † 1727. Laufbahn: 12. Oktober 1723 Generalfeldwachtmeister
- Wolfgang Freiherr von Babocsay

* ?   † 16. Oktober 1757 (verw. Berlin). Laufbahn: 20. Juli 1753 Generalfeldwachtmeister
- August Georg Simpert Markgraf von Baden-Baden

* 4./14. Januar 1706   † 21. Oktober 1771. Laufbahn: 20. August 1754 Generalfeldwachtmeister, 17. März 1758 Feldmarschalleutnant, 11. März 1768 Feldmarschall; 1743 schwäbischer Feldmarschalleutnant, später General der Kavallerie; 25. April 1750 Reichsgeneralfeldmarschallleutnant, 30. Mai 1757 General der Kavallerie
- Hermann Markgraf von Baden-Baden

* 12. Oktober 1628   † 2. Oktober 1691. Laufbahn: Frühjahr 1664 burgundischer Kreis-Obst.; 28. Juni 1673 Feldzeugmeister, 21. Februar 1681 HKR-Präsident, 18. September 1683 Feldmarschall; Dh. von Paderborn, Köln, Straßburg, Salzburg und Augsburg
- Leopold Wilhelm Markgraf von Baden-Baden

* 16. September 1626   † 1. März 1671. Laufbahn: 11. Juli 1648 Generalfeldwachtmeister, 7. Mai 1658 Feldmarschalleutnant, 3. Dezember 1659 Feldzeugmeister, 20. März 1664 Feldmarschall
- Ludwig Georg Simpert Wilhelm Markgraf von Baden-Baden

* 7. Juni 1702   † 22. Oktober 1761. Laufbahn: 1717 schwäbischer Generalwagenmeister, 1728 Feldmarschalleutnant, später Feldzeugmeister; 11. Februar 1739 kaiserlicher Feldmarschalleutnant, 12. Juni 1754 mit Rang vom 7. November 1748 Feldzeugmeister
- Ludwig Wilhelm Markgraf von Baden-Baden

* 8./18. April 1655   † 4. Januar 1707. Laufbahn: 18. Mai 1679 Generalfeldwachtmeister, 1. Februar 1682 Feldmarschalleutnant, 22. November 1683 General der Kavallerie, 13. Dezember 1686 Feldmarschall, 27. August 1691 Generalleutnant; 9. April 1693 schwäbischer Kreis-Obst., 22. November 1696 Feldmarschall; 11. März 1703 Reichsgeneralfeldmarschall
- Wilhelm Markgraf von Baden-Baden

* 30. Juli 1593   † 22. Mai 1677. Laufbahn: 29. Juli 1633 Generalfeldwachtmeister, 12. Mai 1635 Feldzeugmeister
- Christoph von Baden-Durlach

* 5. Juni 1717   † 18. Dezember 1789. Laufbahn: 9. Februar 1744 Generalfeldwachtmeister, 1754 mit Rang vom 29. Juli 1752 Feldmarschalleutnant, 27. Januar 1758 Feldzeugmeister, 30. November 1769 Feldmarschall, 13. Mai 1761 Reichsgeneralfeldzeugmeister, 1787 Generalfeldmarschall
- Friedrich VI. Markgraf von Baden-Durlach

* 16. November 1617   † 10. Januar / 31. Januar 1677. Laufbahn: 1655 schwedischer General der Kavallerie, 1656 Feldmarschall; 1. August 1672 (1674?) Reichsgeneralfeldmarschall; 9. März 1676 kaiserlicher Feldmarschall
- Karl August Markgraf von Baden-Durlach

* 14. November 1712   † 30. September 1786. Laufbahn: 25. Juni 1735 Generalfeldwachtmeister, 1. Juli 1754 mit Rang vom 1. Juli 1752 Feldmarschalleutnant, 27. Januar 1758 Feldzeugmeister; 1735 schwäbischer Generalwagenmeister, 1742 Feldmarschalleutnant, 1753 Feldzeugmeister; 25. April 1750 Reichsgeneralfeldmarschallleutnant, 5. März 1754 Generalfeldzeugmeister, 27. März 1760 Reichsgeneralfeldmarschall
- Karl Gustav Markgraf von Baden-Durlach

* 17./27. September 1648   † 24. Oktober 1703. Laufbahn: 1. September 1683 schwäbischer Generalwagenmeister, 1686 Feldmarschalleutnant, 1692 Feldzeugmeister, April 1697 Feldmarschall; 27. Oktober 1686 kaiserlicher Feldmarschalleutnant
- Karl III. Wilhelm Markgraf von Baden-Durlach

* 28. Januar 1679   † 12. Mai 1738. Laufbahn: schwäbischer Feldmarschalleutnant, 1733 Generalfeldmarschall; 16. November 1703 kaiserlicher Feldmarschalleutnant, 12. August 1708 mit Rang vom 4. April 1706 Feldzeugmeister, 14. Oktober 1715 Feldmarschall
- Scipio Hippolyt Jakob Guidi, Graf von Bagno

* 1660   † 1. Oktober 1721. Laufbahn: 23. Januar 1700 Generalfeldwachtmeister, 18. April 1704 Feldmarschalleutnant, 10. Mai 1708 mRv 8. April 1706 Feldzeugmeister, 2. Mai 1716 Feldmarschall
- Ludwig Willibrord Anton Graf von Baillet-Merlemont[1]

* 12. Februar 1753 – 1. September 1836. Laufbahn: 1. Januar 1794 mit Rang vom 10. Dezember 1791 Generalmajor, 1. März 1797 mit Rang vom 26. Januar 1797 Feldmarschalleutnant, 6. September 1808 Feldzeugmeister; 19. Oktober 1810 quittiert; 6. März 1811 französischer Divisionsgeneral
- Adam Freiherr Bajalics von Bajaháza

* 1734   † 5. Juni 1800. Laufbahn: 1. Januar 1794 mit Rang vom 14. Dezember 1791 Generalmajor, 1. März 1797 mit Rang vom 1. Februar 1797 Feldmarschalleutnant
- Emerich Freiherr von Bakony[2]

* 17. Juli 1768   † 24. Januar 1845. Laufbahn: 6. Oktober 1812 Generalmajor, 9. Dezember 1826 Feldmarschalleutnant
- Ludwig Graf von Balaira

* um 1690   † 12. Dezember 1753. Laufbahn: 30. Mai 1734 Generalfeldwachtmeister, 20. Oktober 1737 Feldmarschalleutnant, 5. Oktober 1745 mit Rang vom 28. Juni 1745 General der Kavallerie
- Georg Graf Bánffy von Losoncz

† 2. April 1832. Laufbahn: 9. September 1809 Generalmajor, 1810 im Ruhestand und quittiert
- Johann Baranyay von Bodor- und Zákosfalva

† 17. Juli 1798. Laufbahn: 8. Mai 1779 mit Rang vom 5. Mai 1779 Generalmajor
- Johann Freiherr Baranyay von Bodorfalva

* 1685   † 22. April 1766. Laufbahn: 9. März 1737 Generalfeldwachtmeister, 27. September 1741 Feldmarschalleutnant, 12. Juni 1754 mit Rang vom 16. November 1748 General der Kavallerie
- Joseph Barbaczy[3]

* 1750   † 17. Juni 1825. Laufbahn: 27. Mai 1801 mit Rang vom 23. Mai 1801 Generalmajor und i. R.
- Don Emanuel de Barbón

† 1745. Laufbahn: 12. Dezember 1718 Generalfeldwachtmeister, 24. Oktober 1733 Feldmarschalleutnant
- Anton Freiherr von Barcó

† 17. Oktober 1799. Laufbahn: 1. Januar 1794 mit Rang vom 29. Oktober 1791 Generalmajor, 28. Februar 1797 im Ruhestand
- Vincenz Freiherr von Barcó

* 1718   † 11. Mai 1797. Laufbahn: 19. Januar 1771 mit Rang vom 27. August 1759 Generalmajor, 1. Mai 1773 mit Rang vom 3. September 1772 Feldmarschalleutnant, 10. November 1788 mit Rang vom 30. September 1787 General der Kavallerie
- Franz Bardarini von Kieselstein

* 29. Dezember 1738   † 8. März 1821. Laufbahn: 27. April 1810 Generalmajor und im Ruhestand
- Emerich Freiherr von Barkoczy de Szala

*?   †?. Laufbahn: 14. Februar 1748 Generalfeldwachtmeister
- Michael Freiherr Bárkoczy de Szala[4]

*?   †?. Laufbahn: 7. Februar 1760 Generalfeldwachtmeister
- Christoph von Barner[5]

* 2. Februar 1633   † 21. Oktober 1711. Laufbahn: 30. September 1686 Generalfeldwachtmeister, 9. Juli  (11.?) 1692 Feldzeugmeister
- Johann Leopold Bärnklau zu Schönreith

* 1700   ⚔ 10. August 1746 bei Roddofredo. Laufbahn: März 1739 General, 1742 Feldmarschall-Lieutenant
- Johann Wenzel Freiherr Stockar von Bärnkopf

* 2. Juli 1723   † 12. Juni 1794. Laufbahn: 27. April 1764 Generalfeldwachtmeister, 28. Januar 1783 mit Rang vom 12. Januar 1768 Feldmarschalleutnant, 8. September 1787 mit Rang vom 5. September 1787 Feldzeugmeister
- Johann Heinrich Freiherr Bartel von Wendern

*?   †?. Laufbahn: 3. Mai 1716 Generalfeldwachtmeister
- Bartholomäus Freiherr von Bassé

*?   †?. Laufbahn: 25. April 1775 mit Rang vom 12. Mai 1771 Generalmajor
- Don Juan Bautista Basset y Ramos

† 1746?. Laufbahn: 21. Juni 1727 Feldmarschalleutnant
- Charles-Louis Marquis de Bassompierre

*?   †?. Laufbahn: 2. August 1694 Generalfeldwachtmeister
- Anne-François de Bassompierre

* März 1612   † 30. April 1646 (Duell mit FML Mislik). Laufbahn: 22. April 1635 Generalfeldwachtmeister, 16. Mai 1638 Feldzeugmeister
- Karl von Batschek

† 23. März 1806. Laufbahn: 29. November 1788 mit Rang vom 27. November 1788 Generalmajor, 6. Mai 1801 mit Rang vom 25. April 1801 Feldmarschalleutnant
- Ádám Wenzel Fürst von Batthyányi Graf von Straetmann

* 27. März 1722   † 25. Oktober 1787. Laufbahn: 19. Juni 1752 Generalfeldwachtmeister, 27. Januar 1758 Feldmarschalleutnant, 25. Januar 1767 mit Rang vom 1. Dezember 1761 Feldzeugmeister
- Ádám II. Graf von Batthyányi

* 3. Juni 1662   † 26. August 1703. Laufbahn: 15. März 1685 General - Obst Don Kanizsaer Grenze; 26. März 1691 Feldmarschalleutnant (Titel)
- Karl Joseph Fürst von Batthyányi

* 28. April 1697   † 15. April 1772. Graf, seit 1763 Fürst. Laufbahn: 24. Dezember 1733 Generalfeldwachtmeister, 27. März 1735 Feldmarschalleutnant, 10. März 1739 General der Kavallerie, 26. Mai 1745 Feldmarschall
- Philipp Graf von Batthyányi

* 18. Oktober 1734 (17. November 1735?)   † 28. April 1795. Laufbahn: 21. Juli 1767 mit Rang vom 11. Dezember 1764 Generalfeldwachtmeister
- Don Pedro Martinez de Batton

* um 1674   † April 1740. Laufbahn: 28. Dezember 1729 Generalfeldwachtmeister
- Joseph von Baudisch

* 19. März 1751   † 8./9. November 1801. Laufbahn: 17. April 1800 mit Rang vom 20. Mai 1800 Generalmajor
- Matthias von Bauer

† 20. Oktober 1810. Laufbahn: 9. März 1796 mit Rang vom 2. März 1796 Generalmajor (Charakter) und im Ruhestand
- Karl Friedrich Reinhold Freiherr von Baumbach

* 3. Oktober 1713   † 1779. Laufbahn: 11. Februar 1760 mit Rang vom 1. August 1758 Generalfeldwachtmeister, 14. Juli 1773 mit Rang vom 3. November 1766 Feldmarschalleutnant
- Francisco de Baxeras

*?   †?. Laufbahn: 2. April 1758 mit Rang vom 17. Dezember 1757 Generalfeldwachtmeister
- Ferdinand Maria Innozenz Prinz von Bayern

* 5. August 1699   † 9. Dezember 1738. Laufbahn: 24. Februar 1719 Generalfeldwachtmeister, 25. Februar 1727 Feldmarschalleutnant, 29. März 1735 General der Kavallerie, 23. Mai 1737 Feldmarschall; 1734 Reichsfeldzeugmeister
- Simon de Beauffe

† 6. September 1738. Laufbahn: 2. August 1727 Generalfeldwachtmeister, 27. März 1738 Feldmarschalleutnant
- Comte de Beaufort

* 1666   † 11. Februar 1750. Laufbahn: 21. Oktober 1723 Generalfeldwachtmeister, 11. November 1733 Feldmarschalleutnant
- Johann Peter Freiherr von Beaulieu de Marconnay

* 26. Oktober 1725   † 22. Dezember 1819. Laufbahn: 31. Mai 1790 mit Rang vom 14. März 1789 Generalmajor, 19. Oktober 1790 Feldmarschalleutnant, 4. März 1796 Feldzeugmeister
- Johann Baptist Freiherr Bechard de Rochepine

* 1728   † 9. Mai 1788. Laufbahn: 1. Mai 1773 mit Rang vom 3. Oktober 1770 Generalmajor, 15. Februar 1786 mit Rang vom 8. Februar 1786 Feldmarschalleutnant
- Johann Baptist Freiherr von Bechard

* 17. August 1761   † 28. Dezember 1813. Laufbahn: 15. August 1808 Generalmajor
- Ignaz Ladislaus Freiherr Bechinie von Lazan

* 1688/91   † 1752. Laufbahn: 7. Februar 1744 Generalfeldwachtmeister
- Philipp Christoph Freiherr von Bechtold

* 1747   † 2. Januar 1818. Laufbahn: 26. April 1811 Generalmajor und im Ruhestand
- Johann Freiherr von, Graf von Wydumb Beck

* 1588   † 30. August 1648 aufgrund einer Verwundung bei der Schlacht bei Lens. Laufbahn: 16. Juni 1634 Generalfeldwachtmeister, 21. Juni 1639 Feldmarschalleutnant
- Philipp Levin Freiherr von Beck[6]

* 25. Dezember 1720   † 23./26. Januar 1768. Laufbahn: 15. September 1755 Generalfeldwachtmeister, 19. Februar 1758 Feldmarschalleutnant, 9. März 1762 Feldzeugmeister
- Joseph Heinrich Anton Graf von Beckers zu Westerstetten

* 2. Dezember 1764   † 15. Januar 1840. Laufbahn: 30. März 1813 Generalmajor, 28. Dezember 1824 Feldmarschalleutnant
- Andreas Philipp Freiherr von der Beckh

* 1591   † 6. Januar 1654. Laufbahn: 1645 Generalfeldwachtmeister
- Melchior Leopold Freiherr van der Beckh

* um 1633   † 1. Januar 1693. Laufbahn: 10. September 1685 Generalfeldwachtmeister, 9. Oktober 1688 Feldmarschalleutnant, 4. Mai 1692 Feldzeugmeister
- Johann Sebastian Freiherr (Peck(er)) von Beckhern

* um 1661   † 1. Januar 1721. Laufbahn: 30. März 1710 Generalfeldwachtmeister, 3. Juni 1716 Feldmarschalleutnant
- Joseph Marchese di Belcredi

* 1753   † 22. November 1811. Laufbahn: 15. September 1808 Generalmajor-Charakter und im Ruhestand
- Karl Marchese di Belcredi

* 28. März 1744   † 13. September 1814. Laufbahn: 12. Juni 1801 mit Rang vom 9. Mai 1801 Generalmajor, 1801 im Ruhestand
- Johann Nikolaus Beleznay von Belezna und Pilis

* 1673   † 27. Oktober 1754. Laufbahn: 11. Februar 1744 Generalfeldwachtmeister, 1754 mit Rang vom 30. Juli 1752 Feldmarschalleutnant
- Nikolaus Beleznay von Belezna und Pilis

* 1723   † 1787. Laufbahn: 29. Oktober 1754 Generalfeldwachtmeister
- Alberico Maria Josef Maximus von Barbiano, Fürst von Belgiojoso

* 20. Oktober 1725   † 27. August 1813. Laufbahn: 24. April 1771 mit Rang vom 1. September 1771 Generalmajor, Jan. 1797 Absch.
- Antonio Graf Barbiano di Belgiojoso

* 10. November 1715   † 1. März 1791. Laufbahn: 30. Mai 1758 mit Rang vom 26. Dezember 1757 Generalfeldwachtmeister, 23. April 1768 mit Rang vom 8. März 1766 Feldmarschalleutnant
- Cesare Conte Barbiano di Belgiojoso

* 1651   † 26. Juli 1729. Laufbahn: 7. Dezember 1720 Generalfeldwachtmeister
- Ludwig Karl Maria Graf von Barbiano di Belgiojoso

* 2. Januar 1728   † 15. Mai 1801. Laufbahn: 1. Mai 1773 mit Rang vom 31. Januar 1773 (1778?) Generalmajor, 10. April 1783 mit Rang vom 26. April 1783 Feldmarschalleutnant, 23. August 1787 im Ruhestand
- Alexander Graf von Bellegarde

† 18. November 1731. Laufbahn: 6. Juni 1708 Generalfeldwachtmeister (Titel)
- Friedrich Joseph Anton Gabriel Noyel Graf von Bellegarde

* 25. März 1752   † 4. Januar 1830. Laufbahn: 23. März 1797 mit Rang vom 16. Mai 1797 Generalmajor, 29. Oktober 1800 mit Rang vom 9. November 1800 Feldmarschalleutnant, 1809 im Ruhestand
- Friedrich Heinrich Joseph Johannes Graf von Bellegarde, Marquis de Marches et d’Antremont

* 29. August 1756   † 22. Juli 1845. Laufbahn: 21. November 1792 Generalmajor, 4. März 1796 mit Rang vom 18. Oktober 1795 Feldmarschalleutnant, 5. September 1800 General der Kavallerie, 12. September 1809 Feldmarschall
- Johann Bellotte von Watters

* 30. März 1764   † 8. Mai 1810. Laufbahn: 2. September 1809 Generalmajor
- Nikolaus von Belloutte de Watters

† 12. Mai 1760. Laufbahn: 8. Dezember 1748 Generalfeldwachtmeister
- Karl Ritter Belloutte von Chrachay und Watters

* 1729   † 24. Juni 1801. Laufbahn: 16. Januar 1790 mit Rang vom 17. November 1789 Generalmajor
- Don José Bellver y Balaguer

* um 1657   † April 1732. Laufbahn: 23. Mai 1727 Generalfeldwachtmeister
- Joseph von Benczur

* 1759   † 26. April 1846. Laufbahn: 29. November 1812 Generalmajor, 8. Februar 1823 Feldmarschalleutnant
- Johann Blasius Columban Freiherr von Bender[7]

* 11./14. November 1713   † 20. November 1798. Laufbahn: 22. Mai 1769 mit Rang vom 4. Juni 1759 Generalfeldwachtmeister, 25. April 1775 mit Rang vom 8. Juli 1767 Feldmarschalleutnant, 15. Februar 1786 mit Rang vom 25. Januar 1785 Feldzeugmeister, 1790 mit Rang vom 3. September 1790 Feldmarschall
- Johann Joachim Felician Freiherr von Bender

* 12. Februar 1741   † 26. Juli 1818. Laufbahn: 1. März 1797 mit Rang vom 25. Februar 1797 Generalmajor, Dez. 1802 mit Rang vom 9. Dezember 1802 Feldmarschalleutnant-Charakter und im Ruhestand
- Anton Josef Wenzel Freiherr Beneda von Necetin

~ 19. Mai 1688   † 13. Juni 1775. Laufbahn: 8. November 1745 Generalfeldwachtmeister
- Aloys Freiherr Benjakovich von Ollovotz

† 6. Juni 1818. Laufbahn: 5. April 1812 Generalmajor-Charakter u.im Ruhestand
- Johann Benjovszky von Benjóv und Urbanóv

† 1. September 1822. Laufbahn: 15. Februar 1786 mit Rang vom 14. Februar 1786 Generalmajor, 27. Februar 1793 mit Rang vom 18. Februar 1793 Feldmarschalleutnant, 13. März 1795 im Ruhestand
- Leopold Ludwig Franz Graf von Bentheim-Bentheim

* 22. Juni 1699   † 22. Mai 1751. Laufbahn: 14. Juni 1742 Generalfeldwachtmeister
- Joseph Emerich Graf von Berchtold

* 19. Januar 1734   † 21. März 1799. Laufbahn: 1. Dezember 1779 mit Rang vom 29. November 1779 Generalmajor
- Nikolaus Graf Bercsényi de Székes

† Juni 1689. Laufbahn: 7. September 1667 Vize-General Don bergstädt. Grenze; 6. Juni 1686 Generalfeldwachtmeister (Titel)
- Christoph George Graf von Berge und Herrendorf

* Juli 1647   † 1709. Laufbahn: 8. Juli 1697 Generalfeldwachtmeister (Titel)
- Adolf Karl Sigismund Freiherr von Berghe, genannt Trips

† 1772. Laufbahn: 4. Oktober 1741 Generalfeldwachtmeister, 10. Juli 1745 Feldmarschalleutnant; 1748 Abschied; niederländischer General der Kavallerie
- Johann Georg Kamillus Anton Freiherr Berlendis von Perlenbach

* 13. Juli 1702   † 3. September 1781. Laufbahn: 13. Juni 1764 mit Rang vom 13. Mai 1756 Generalfeldwachtmeister, Feldmarschalleutnant?
- Freiherr Eberhard Maximilian Karl von Berlichingen

* 22. März 1718   † 2. April 1785. Laufbahn: 30. Juni 1757 Generalfeldwachtmeister, 5. Februar 1760 mit Rang vom 25. September 1758 Feldmarschalleutnant, 20. Februar 1771 mit Rang vom 6. Januar 1770 General der Kavallerie
- Freiherr Johann Friedrich Alexander von Berlichingen

* 7. März 1719   † 14. Juli 1789. Laufbahn: 19. Januar 1771 mit Rang vom 4. Mai 1759 Generalmajor, 1. Mai 1773 mit Rang vom 15. Mai 1772 Feldmarschalleutnant
- Freiherr Johann Friedrich von Berlichingen

* 17. März 1682   † 6. Juli 1751. Laufbahn: 8. Februar 1734 Generalfeldwachtmeister, 22. September 1737 Feldmarschalleutnant, 15. Mai 1743 General der Kavallerie
- Joseph Karl Anton Graf von Bernes de Rossana

* um 1690   † 8. Oktober 1751. Laufbahn: 21. Februar 1734 Generalfeldwachtmeister, 10. März 1739 Feldmarschalleutnant, 13. Oktober 1745 mit Rang vom 3. Juli 1745 General der Kavallerie
- Johann Leopold Freiherr von Bernklau zu Schönreith

* 1700   ⚔ 10. August 1746 bei Roddofreddo. Laufbahn: 29. März 1739 Generalfeldwachtmeister, 13. Februar 1742 Feldmarschalleutnant
- Heinrich Ferdinand Freiherr von Bernsau und Schönheim

† 1715. Laufbahn: kurkölnischer Generalwagenmeister; 24. Juli 1691 kaiserlicher Generalfeldwachtmeister
- Heinrich Freiherr Bersina von Siegenthal

* 18. Februar 1762   † 21. Dezember 1831. Laufbahn: 1. September 1805 mit Rang vom 8. Februar 1804 Generalmajor, 27. Mai 1809 Feldmarschalleutnant, 2. November 1827 General der Kavallerie
- Anton Freiherr von Bertoletti

* 28. August 1775   † 6. Mai 1846. Laufbahn: 1811 italienischer Brigadegeneral; 2. Juli 1814 k.k. Generalmajor, 20. September 1830 Feldmarschalleutnant, 23. Dezember 1845 Feldzeugmeister
- Julius Graf von Bertolini

† 4. Februar 1800. Laufbahn: 24. April 1784 mit Rang vom 19. April 1784 Generalmajor, Dez. 1796 Absch.
- James FitzJames, Duke of Berwick, Earl of Teignmouth, Baron Bosworth, Duque de Liria y Xérica

* 21. August 1670   ⚔  12. Juni 1734 vor Philippsburg, 13. Oktober 1687 Generalfeldwachtmeister; 1690 englischer General; 30. März 1693 französischer Generalleutnant, 15. Februar 1706 MvF; 16. Februar 1704 spanischer Generalkapitän
- Cesare Graf Berzetti di Buronzo

† Anf. 1718. Laufbahn: 5. Oktober 1702 Generalfeldwachtmeister, 1. Mai 1716 Feldmarschalleutnant
- Nikolaus Freiherr Berzeviczky von Berzevicze

*?   †?. Laufbahn: 10. August 1753 Generalfeldwachtmeister
- Emerich Bésán von Dunaszekcsö

† 6. Dezember 1840. Laufbahn: 16. September 1812 Generalmajor-Charakter ehrenhalber
- Eugène-Eustache Marquis de Béthisy de Mézières

* 5. Januar 1739   † 14. Juni 1723. Laufbahn: 5. Dezember 1781 französischer Maréchal de camp; 27. Oktober 1797 mit Rang vom 24. Oktober 1797 kaiserlicher Generalmajor, 1814 quittiert; 1814 französischer Generalleutnant
- Adam Joseph Graf von Bethlen

* 1719   † 28. Januar 1772. Laufbahn: 3. Juni 1759 mit Rang vom 3. September 1758 Generalfeldwachtmeister
- Paul Graf von Bethlen

* 1735/39   † 14. Oktober 1795. Laufbahn: 10. April 1783 mit Rang vom 24. März 1783 Generalmajor
- Wolfgang Graf von Bethlen

* 27. September 1705   † 2. Mai 1763. Laufbahn: 29. Oktober 1745 Generalfeldwachtmeister, Juni/Juli 1762 Feldmarschalleutnant?
- Philipp Ludwig Freiherr von Bettendorff

† Nov. 1733. Laufbahn: 27. Oktober 1723 Generalfeldwachtmeister, 15. November 1733 Feldmarschalleutnant
- Johann Anton Graf von Bettoni

* 1717   † 5. Januar 1773. Laufbahn: 8. Februar 1758 Generalfeldwachtmeister, 27. April 1764 mit Rang vom 13. Dezember 1759 Feldmarschalleutnant
- Johann Gottlieb von Betzmann

† 24. Februar 1819. Laufbahn: 27. Februar 1814 Generalmajor
- Ernst Ludwig Freiherr von Beust

† 29. Oktober 1815. Laufbahn: 1. März 1797 mit Rang vom 13. Februar 1797 Generalmajor
- Karl Graf von Bey

† 23. Oktober 1819. Laufbahn: 14. März 1797 mit Rang vom 26. April 1797 Generalmajor, 27. April 1801 mit Rang vom 21. April 1801 Feldmarschalleutnant ehrenhalber
- Joseph Beyer von Buchholz

† 16. Juli 1806. Laufbahn: 7. Mai 1800 mit Rang vom 4. Juni 1800 Generalmajor
- Vincenz Ferrerius Freiherr von Bianchi, Duca di Casalanza

* 1. (20.?) 2.1768   † 21. August 1855. Laufbahn: 1. Januar 1807 mit Rang vom 26. Mai 1805 Generalmajor, 25. August 1809 Feldmarschalleutnant, 23. Februar 1824 im Ruhestand
- Johann von Bianchi

† 13. Januar 1804. Laufbahn: 1. März 1797 mit Rang vom 2. April 1797 Generalmajor
- Christoph Friedrich Freiherr von Bibow

† 5. August 1773. Laufbahn: 9. Mai 1758 mit Rang vom 1. März 1757 Generalfeldwachtmeister, 19. Januar 1771 mit Rang vom 19. August 1766 Feldmarschalleutnant
- Christoph Erhard Freiherr von Bibra

* 1657   † 29. Januar 1706. Laufbahn: 12. Oktober 1704 Generalfeldwachtmeister
- Johann Ernst Freiherr von Bibra

* 10. Februar 1662   † 25. August 1704/05. Laufbahn: würzburg. und fränk. General; 12. April 1701 kaiserlicher Feldmarschalleutnant, 20. Mai 1704 Feldzeugmeister
- Anton Bicking von Sobinak

* 10. Juli 1757   † 11. November 1825. Laufbahn: 23. Juni 1808 mit Rang vom 15. August 1805 Generalmajor, 1809 im Ruhestand
- Joseph Ritter von Bieber

† 24. August 1828. Laufbahn: 15. August 1808 Generalmajor, 1809 im Ruhestand
- Carl Friedrich von Biela

* 1732   † 10. Juni 1803. Laufbahn: 15. Mai 1784 mit Rang vom 7. Mai 1784 Generalmajor, 27. Februar 1793 mit Rang vom 9. Februar 1793 Feldmarschalleutnant, 22. November 1793 im Ruhestand
- Philipp Wilhelm von Biela

† 1773. Laufbahn: 13. Februar 1759 mit Rang vom 5. April 1758 Generalfeldwachtmeister
- Nils Graf Bielke till Salsta

* 7. Februar 1644   † 26. November 1716. Laufbahn: 19. März 1677 schwedischer Generalmajor, 30. Mai 1678 Generalleutnant, 7. Mai 1687 General der Infanterie und General der Kavallerie, 15. Mai 1690 Feldmarschall; 1. Dezember 1684 kurbayerischer Feldmarschalleutnant; 4. Juli 1686 kaiserlicher Feldmarschalleutnant, 2. August 1687 General der Kavallerie
- Antonio Biglia, Markgraf von Saronno

* um 1590   † 25. Jänner 1643. Laufbahn: 1636 Generalfeldwachtmeister; spanisch-mailändischer General der Kavallerie
- Franz Freiherr von Billenberg

* 1737   † 20. Januar 1814. Laufbahn: 21. November 1804 mit Rang vom 11. November 1803 Generalmajor, 1805 im Ruhestand
- Joseph Ritter Binder von Degenschild

* 24. August 1742   † 17. Januar 1813. Laufbahn: 27. Februar 1793 Generalmajor, 9. April 1796 mit Rang vom 15. November 1795 Feldmarschalleutnant (Charakter) und im Ruhestand
- Hans Wilhelm von Blanckhard

*?   †? Laufbahn: 1. Januar 1636 Generalfeldwachtmeister
- Christoph Heinrich (Freiherr?) von Blankenstein

* 2. Juni 1744   † 5. März 1827. Laufbahn: 2. Oktober 1799 mit Rang vom 12. Dezember 1799 Generalmajor, Febr. 1800 im Ruhestand
- Ernst Paul Christian Graf von Blankenstein

* 18. Juni 1733   † 12. Juni 1816. Laufbahn: 25. April 1775 mit Rang vom 16. Mai 1771 Generalmajor, 15. Februar 1786 mit Rang vom 14. Februar 1786 Feldmarschalleutnant, 21. Mai 1794 mit Rang vom 2. Juni 1794 General der Kavallerie
- Paul von Blaskovich

† 29. Juni 1806 (21. Oktober 1803?). Laufbahn: 28. Mai 1794 mit Rang vom 6. März 1794 Generalmajor (Charakter) und im Ruhestand
- Johann Nepomuk Blodig von Sternfeld

† 7. Juli 1807. Laufbahn: 7. Oktober 1801 mit Rang vom 2. Oktober 1801 Generalmajor
- Joseph (Johann?)Blowsky

† 15. Mai 1795. Laufbahn: 18. Juni 1789 mit Rang vom 18. Juni 1789 Generalmajor
- Urban Christian Freiherr von Blum

* 2. August 1743   † 24. April 1823. Laufbahn: 22. Januar 1808 mit Rang vom 22. Juni 1805 Generalmajor, 27. April 1813 Feldmarschalleutnant
- Joseph Freiherr Bogdan von Sturmbruck

* 19. September 1769   † 14. Mai 1827. Laufbahn: 22. Juli 1809 Generalmajor, 7. Januar 1823 Feldmarschalleutnant
- Franz Bögner

† 4. April 1800. Laufbahn: 2. Oktober 1799 Generalmajor
- Paul Wilhelm von Bohn

* 1697   † 13. November 1759. Laufbahn: 2. Oktober 1746 Generalfeldwachtmeister, 18. Dezember 1752 Feldmarschalleutnant, 8. Februar 1758 Feldzeugmeister
- Antoine-Charles de Simons, Comte de Bois-David

† 1706?. Laufbahn: 1676 französischer Brig.; 1684 braunschweigisch-cellischer Generalmajor, 1692 Feldzeugmeister; 18. Juli 1692 kaiserlicher Feldmarschalleutnant
- Louis-Régis Vicomte de Boissy de Bannes

* 19. April 1744   † 16. März 1811. Laufbahn: 8. März 1793 französischer Maréchal de camp; März 1804 mit Rang vom 18. März 1804 k.k. Generalmajor und im Ruhestand
- Franz Freiherr Bojakowski von Knurow

* 20. Mai 1749   † 6. März 1811. Laufbahn: 8. Mai 1805 mit Rang vom 19. März 1805 Generalmajor-Charakter ehrenhalber und im Ruhestand, 1810 erneut im Ruhestand
- Silvius Alexander Freiherr von Bojanowsky

* 1724   † 11. Februar 1799. Laufbahn: 19. Januar 1771 mit Rang vom 24. August 1759 Generalmajor
- Franz Wilhelm à Monimet, Freiherr von Bolland

* 25. Januar 1650   ⚔ bei Olás 1696. Laufbahn: 22. Juni 1692 Generalfeldwachtmeister
- Anton Peter Graf von Bolza

* 22. Februar 1750   † 23. Februar 1817. Laufbahn: 18. September 1796 Generalmajor, 1801 im Ruhestand
- Werner Freiherr von Bolza

† 6. Juni 1817. Laufbahn: 6. März 1800 mit Rang vom 13. November 1800 Generalmajor, 1800 im Ruhestand
- Louis-Charles-Anne de Bon

* 19. Dezember 1720   † 1793?. Laufbahn: 5. November 1768 Generalfeldwachtmeister; 1769 in französischer Dienste, 1. März 1780 Maréchal de camp
- Claude-Alexandre Comte de Bonneval

* 14. Juli 1675   † 23. März 1747. Laufbahn: 5. April 1706 mit Patent vom 20. April 1706 Generalfeldwachtmeister, 16. Mai 1716 Feldmarschalleutnant, 16. Oktober 1723 Feldzeugmeister; 1730 osmanischer Pascha „Humbaracı Ahmet Paşa“
- Lothar Dietrich Freiherr von Bönninghausen

* 1598   † 13. Dezember 1657. Laufbahn: 23. August 1634 Generalfeldwachtmeister, 1. September 1639 Feldmarschalleutnant; 16. August 1645 französischer Maréchal de camp
- Franz Ignaz Freiherr von Borczyczky

* 1725   † 19. November 1792. Laufbahn: 15. Mai 1784 mit Rang vom 5. Mai 1784 Generalmajor, 1784 im Ruhestand
- Don Luis Melchor Gaspar y Baltazar de Borgia, Marqués de Tarazena, Don Principe di Squillace, Duque de Ciudad Real

* 6. August 1665   † 1718. Laufbahn: 9. Mai 1717 Feldmarschall
- Johann Franz Freiherr Bornemisza von Kászon

† 11. Februar 1747. Laufbahn: 30. Januar 1744 Generalfeldwachtmeister
- Jakob Freiherr von Borneval d’Arlin

*?   † 1643. Laufbahn: 2. Februar 1639 Generalfeldwachtmeister
- Adam Boros de Rákos

* 1739   † 21. Februar 1809. Laufbahn: 16. Januar 1790 mit Rang vom 10. Januar 1790 Generalmajor, 4. März 1796 mit Rang vom 29. Juli 1795 Feldmarschalleutnant, Okt. 1796 im Ruhestand
- Johann Friedrich von Borwitz

† 10. Januar 1788. Laufbahn: 10. April 1783 mit Rang vom 14. Februar 1783 Generalmajor
- Franz Freiherr von Bosfort

* 1715   † 1775. Laufbahn: 19. Januar 1771 mit Rang vom 30. August 1759 Generalmajor, 1. Mai 1773 mit Rang vom 9. Januar 1773 Feldmarschalleutnant
- Anton Otto Marchese Botta d’Adorno

* 13. Mai 1688   † 30. Dezember 1774. Laufbahn: 14. Januar 1734 Generalfeldwachtmeister, 5. April 1735 Feldmarschalleutnant, 29. Juni 1745 Feldzeugmeister, 1. Juli 1754 Feldmarschall
- Jakob Baptist Marchese Botta d’Adorno

* 1729   † 17. Januar 1803. Laufbahn: 3. Juli 1760 mit Rang vom 15. Juni 1759 Generalfeldwachtmeister, 19. Januar 1771 mit Rang vom 30. Juli 1767 Feldmarschalleutnant, 15. Februar 1786 mit Rang vom 28. Januar 1785 Feldzeugmeister, 1790 mit Rang vom 3. Mai 1790 Feldmarschall
- Johann Baptist Marchese Botta d’Adorno

*?   †?. Laufbahn: 10. Januar 1739 Generalfeldwachtmeister
- Josef Berganzo Marchese Botta d’Adorno

* 1725   † 21. Februar 1799. Laufbahn: 7. Dezember 1771 mit Rang vom 28. Juli 1765 Generalmajor, Febr. 1772 im Ruhestand
- Johann Jakob de Boucheporne

*?   †?. Laufbahn: 24. April 1756 Generalfeldwachtmeister
- Ferdinand von Bouget

* 9. Februar 1741   † 23. Oktober / 11.1818. Laufbahn: 19. August 1794 mit Rang vom 17. Dezember 1794 Generalmajor und im Ruhestand
- Joseph Toussaint Freiherr von Bourgeois

* 15. November 1744   † 6. Mai 1820. Laufbahn: 29. April 1797 Generalmajor, 1. September 1805 Feldmarschalleutnant, 11. Januar 1811 im Ruhestand
- Alexander II. Hippolyth Balthasar Comte de Bournonville

* 5. Januar 1616   † 20. August 1690. Laufbahn: 1. September 1648 Generalfeldwachtmeister, spanischer Generalkapitän; 6. August 1672 kaiserlicher Feldmarschall
- Franz Joseph Graf von Bournonville

* 15. Februar 1710 (1701?)   † 1769. Laufbahn: 12. Juli 1745 Generalfeldwachtmeister, 1754 mit Rang vom 13. August 1752 Feldmarschalleutnant, 8. Dezember 1758 General der Kavallerie
- Wolfgang Wilhelm von Bournonville, Marquis de Sars

† 17. September 1754/55. Laufbahn: 1708 spanischer Brig.; 4. Dezember 1733 kaiserlicher Feldmarschalleutnant, 12. Juni 1754 mit Rang vom 3. November 1748 Feldzeugmeister
- Maximilian Kasimir Graf von Bournonville

* 4. Oktober 1713   † .... Laufbahn: 1. Januar 1763 mit Rang vom 25. Mai 1760 Generalfeldwachtmeister
- Karl Kaspar Wilhelm von Bourscheidt

† 23. Juni 1715. Laufbahn: 1698 kurpfälzischer Generalmajor; 22. Juni 1701 kaiserlicher Generalfeldwachtmeister
- Markus von Boxich

* 1756   ⚔ bei Raab 14. Juni 1809. Laufbahn: 18. Mai 1809 Generalmajor
- Hermann Friedrich von Boyneburg, genannt Hohenstein

* 26. März 1665   † 27. September 1703. Laufbahn: dänischer Brig.; 30. Juni 1703 kaiserlicher Generalfeldwachtmeister
- Adolf Balduin Freiherr von Brabeck

* 1733   ⚔ bei Arcole 16. November 1796. Laufbahn: 9. Dezember 1795 Generalmajor
- Leopold von Bracht

* 1720   † 5. März 1785. Laufbahn: 13. April 1775 mit Rang vom 10. November 1770 Generalmajor
- Thomas Freiherr von Brady of Longthee

* 1752   † 16. Oktober 1827. Laufbahn: 6. September 1796 Generalmajor, 28. Januar 1801 mit Rang vom 30. Januar 1801 Feldmarschalleutnant, 8. September 1809 Feldzeugmeister (Charakter) und im Ruhestand
- Eduard Duarte Herzog von Bragança, Infant von Portugal

* 30. März 1605   † 3. September 1649. Laufbahn: 2. August 1636 Generalfeldwachtmeister, Feldmarschalleutnant?; Anf. 1641 verhaftet
- Franz Johann Julian Graf Braida von Ronsecco und Cornigliano

† 1682. Laufbahn: 22. März 1669 Generalfeldwachtmeister (Titel)
- Christian Friedrich Karl Alexander Markgraf von Brandenburg-Ansbach und Bayreuth

* 24. Februar 1736   † 5. Januar 1806. Laufbahn: 18. August 1754 mit Rang vom 27. März 1753 Generalfeldwachtmeister; 1. Mai 1769 preußischer Generalleutnant; 30. Mai 1764   † 7. November 1792 fränkischer Generalfeldmarschall
- Georg Friedrich Markgraf von Brandenburg-Ansbach

* 23. April / 3. Mai 1678   † 29. März 1703 verwundet bei Emhofen. Laufbahn: 15. März 1701 Feldmarschalleutnant (Titel) (?), 8. September 1701 Feldmarschalleutnant
- Albrecht Wolfgang Markgraf von Brandenburg-Bayreuth

* 8. Dezember 1689   ⚔ bei Parma 29. Juni 1734. Laufbahn: 9. November 1723 Generalfeldwachtmeister, 23. November 1733 Feldmarschalleutnant
- Christian Ernst Markgraf von Brandenburg-Bayreuth

* 27. Juli / 6. August 1644   † 10./20. Mai 1712. Laufbahn: 12. Februar 1664 fränkischer Kreis-Obrist; 1670 kurbrandenburgischer Generalmajor; 1673/4 kaiserlicher oder Reichsgeneralfeldwachtmeister?, 27. März 1676 kaiserlicher Feldmarschalleutnant, 24. November 1683 General der Kavallerie, 16. August 1691 Feldmarschall; 11. März 1701 Reichsgeneralfeldmarschall
- Friedrich Wilhelm Christian Markgraf von Brandenburg-Bayreuth

* 17. Juli 1708   † 20. Januar 1769. Laufbahn: 28. November 1736 dänischer Generalmajor, 6. November 1744 Generalleutnant; 24. Juli 1763 preußischer Generalleutnant; 6. Oktober 1763 k.k. Feldzeugmeister
- Georg Wilhelm Markgraf von Brandenburg-Bayreuth

* 16./26. November 1678   † 18. Dezember 1726. Laufbahn: 13. Januar 1701 Generalfeldwachtmeister, 7. Mai 1704 Feldmarschalleutnant, 26. März 1708 mit Rang vom 8. April 1707 General der Kavallerie, 1. November 1713 Feldmarschall; polnischer General der Kavallerie; 5. Januar 1713 fränkischer Kreis-Obrist
- Ignaz Judas Thaddäus Adam Graf von Brandis

* 28. Oktober 1742   †? Laufbahn: 1. März 1797 mit Rang vom 9. Februar 1797 Generalmajor
- Johann von Branowaczky

* 1754   † 31. August 1816. Laufbahn: 15. August 1808 mit Rang vom 10. September 1805 Generalmajor, 1809 im Ruhestand
- Christian Heinrich Georg, Herzog von Braunschweig und Lüneburg, Fürst von Calenberg (Hannover)

* 29. September 1671   ⚔ bei Munderkingen 31. Juli 1703. Laufbahn: 12. Juni 1701 Generalfeldwachtmeister
- Friedrich August, Herzog von Braunschweig und Lüneburg, Fürst von Calenberg (Hannover)

* 3. Oktober 1661   ⚔ bei Tokány 10. Januar 1691. Laufbahn: 15. Dezember 1688 Generalfeldwachtmeister
- Maximilian Wilhelm, Herzog von Braunschweig und Lüneburg, Fürst von Calenberg (Hannover/Kurfürstentum Braunschweig-Lüneburg)

* 13. Dezember 1666   † 27. Juli 1726. Laufbahn: venezianischer General; 6. April 1693 kaiserlicher Feldmarschalleutnant, 22. April 1704 General der Kavallerie, 8. Juni 1697 Feldmarschall
- Carl I., Fürst von Braunschweig-Wolfenbüttel, Herzog von Braunschweig und Lüneburg

* 1. August 1713   † 26. März 1780. Laufbahn: 4. April 1735 Generalfeldwachtmeister
- Ferdinand Albrecht II., Fürst von Braunschweig-Wolfenbüttel-Bevern, Herzog von Braunschweig und Lüneburg

* 19./29. Mai 1680   † 3./13. September 1735. Laufbahn: (2)1. Oktober 1707 Generalfeldwachtmeister, 29. Januar 1713 Feldmarschalleutnant, 18. Mai 1716 Feldzeugmeister, 18. Januar 1723 Feldmarschall; 1717 Reichs-Feldzeugmeister, 21. Mai 1734 Generalfeldmarschall
- Ludwig Ernst, Fürst von Braunschweig-Wolfenbüttel, Herzog von Braunschweig und Lüneburg

* 25. September 1718   † 12. Mai 1788. Laufbahn: 13. Mai 1740 Generalfeldwachtmeister, 18. April 1741 Feldmarschalleutnant, 21. März 1746 Feldzeugmeister, 19. März 1750 Feldmarschall; 25. April 1750 Reichsgeneralfeldzeugmeister, 24. Oktober 1753 Reichsgeneralfeldmarschall; 2. November 1750 niederländischer Feldmarschall, 13. Januar 1759 Generalkapitän.
- Ludwig Graf von Brechainville

* 1732   † 10. Februar 1799. Laufbahn: 1. Mai 1773 mit Rang vom 6. Februar 1770 Generalmajor, 15. Mai 1784 mit Rang vom 5. Mai 1784 Feldmarschalleutnant
- Johann Rudolf von Breda Freiherr von Bredow

* um 1595   ⚔ bei Ziegenhain 15. November 1640. Laufbahn: 20. April 1635 Generalfeldwachtmeister, 1640 Feldmarschalleutnant
- Friedrich Freiherr Breidbach von Bürresheim

† 12. Juni 1797. Laufbahn: 10. April 1783 mit Rang vom 26. Februar 1783 Generalmajor
- Anton Joseph von Brentano-Cimaroli

* 13. November 1741   † 20. Januar 1793 (verw. Trier). Laufbahn: 12. Oktober 1785 mit Rang vom 11. Oktober 1785 Generalmajor
- Joseph Anton von Brentano-Cimaroli

* 29. Mai / 6. (30. August ?) 1719   † 7./9. Juli 1764. Laufbahn: 27. Juni (7.?) 1758 Generalfeldwachtmeister, 29. März 1762 Feldmarschalleutnant
- Philipp Freiherr von Brentano-Cimaroli

* 1754   † 28. Oktober 1804. Laufbahn: 2. Oktober 1799 mit Rang vom 26. November 1799 Generalmajor
- Friedrich Wilhelm Freiherr von Bretschneider

* 1770/71   † 2. Juni 1845. Laufbahn: 30. April 1815 Generalmajor, 24. August 1830 Feldmarschalleutnant
- Claude-Hyacinthe-Henri Foucher Baron de Bretton

† 24. März 1779. Laufbahn: 13. November 1751 Generalfeldwachtmeister, 4. Mai 1758 mit Rang vom 28. April 1757 Feldmarschalleutnant, 27. Februar 1778 mit Rang vom 20. März 1767 Feldzeugmeister
- Karl August Friedrich Joseph Fürst Bretzenheim von Regecz

* 24. Oktober 1769   † 27. Februar 1823. Laufbahn: kurbayerischer Generalmajor, 1. August 1800 mit Rang vom 29. Juli 1800 kaiserlicher Generalmajor, 1810 quittiert
- Ferdinand Graf von Breunner

* 7. Dezember 1671   ⚔ bei Rummersheim 26. August 1709, 18. April 1708 Generalfeldwachtmeister
- Ferdinand Graf von Breunner

* 9. April 1630   † (2.?) 9.1672, 1. Juli 1669 Generalfeldwachtmeister
- Johann Baptist Franz Freiherr von Breuner

* 1570   † 3. Oktober 1633. Laufbahn: 1602 Oberst von Raab; 1602 Feldzeugmeister, 1. Oktober 1605, 1. September 1609 und 5. Januar 1612 dit, für SB?
- Johann Philipp Freiherr von Breuner

* 1588   † 9. Dezember 1632. Laufbahn: 1. April 1632 Generalfeldwachtmeister, 13. Oktober 1632 Feldzeugmeister
- Johann Philipp Graf von Breuner

* 6. Februar 1631   † 14. Januar 1688. Laufbahn: 1. Februar 1683 mit Rang vom 18. Mai 1676 Obst-Kriegs-Koar. mRa. Generalfeldwachtmeister
- Maximilian Ludwig Graf von Breuner

* 17. Juni 1643   † 6. Oktober 1716. Laufbahn: 1. Juni 1692 Generalfeldwachtmeister, 30. März 1696 Feldmarschalleutnant, 30. April 1704 General der Kavallerie, 1708 mit Rang vom 14. Juni 1707 Feldmarschall
- Maximilian Sigismund Graf von Breuner

* 4. Juli 1704   † 5. Dezember 1770. Laufbahn: 25. März 1753 Generalfeldwachtmeister, Feldmarschalleutnant?
- Philipp Christoph Graf von Breuner

* 27. Juli 1643   † 5. April 1708. Laufbahn: 27. Juli 1689 Generalfeldwachtmeister (Titel)
- Philipp Friedrich Freiherr von Breuner

* Okt. 1601   ⚔ bei vor Warnemünde 25. März 1638. Laufbahn: 1. Oktober 1635 Generalfeldwachtmeister, 9. November 1637 Feldzeugmeister
- Graf Wenzel Siegfried von Breuner

* 5. Oktober 1670   † (erm. nach Peterwardein) 5. August 1716. Laufbahn: 17. August 1707 mit Rang vom 26. April 1705 Generalfeldwachtmeister, 5. Mai 1716 Feldmarschalleutnant
- Louis Vicomte de Brevêque

*?   †?. Laufbahn: 6. November 1745 Generalfeldwachtmeister
- Franz August Graf Briey de Landres

* 18. Februar 1749   † 15. Februar 1806. Laufbahn: 1. März 1797 mit Rang vom 14. April 1797 Generalmajor
- Wenzel (Karl?) Freiherr von Brigido

* 29. August 1737 (10. Januar 1740?)   † Aug. 1800. Laufbahn: 2. Oktober 1799 mit Rang vom 17. Oktober 1799 Generalmajor
- Johann Friedrich Brinckmann

*?   †?. Laufbahn: (14. März ?) Nov. 1768 mit Rang vom 7. August 1758 Generalfeldwachtmeister
- Jakob Friedrich Freiherr von Brinken

† 27. November 1791. Laufbahn: 21. Oktober 1758 mit Rang vom 13. Januar 1758 Generalfeldwachtmeister, 1. Mai 1773 mit Rang vom 3. Oktober 1766 Feldmarschalleutnant
- Johann Baptist Marchese di Brivio

* 16. März 1696   † 4. Januar 1753. Laufbahn: 2. September 1751 Generalfeldwachtmeister
- Karl Anton von Brixen

* 9. Dezember 1755   † 7. März 1803. Laufbahn: 29. Oktober 1800 mit Rang vom 12. Dezember 1800 Generalmajor
- Johann Jakob Freiherr von Brockhausen

* 1724   † 7. Januar 1779. Laufbahn: 25. Januar 1767 mit Rang vom 16. März 1759 Generalfeldwachtmeister, 19. Januar 1771 mit Rang vom 20. April 1767 Feldmarschalleutnant
- Pietro Bronza

† 6. Dezember 1821. Laufbahn: italienischer Brigadegeneral; 1815 k.k. Generalmajor und im Ruhestand
- Philipp Joseph Baron de Brou

* 12. November 1732   † 3. Juni 1796. Laufbahn: 11. Februar 1794 mit Rang vom 9. Juli 1791 Generalmajor
- Georg Graf von Browne de Camus

* um 1656   † 11. Oktober 1729. Laufbahn: 16. Juni 1708 Generalfeldwachtmeister, 31. Mai 1716 Feldmarschalleutnant, 28. Oktober 1723 Feldzeugmeister
- Maximilian Ulysses Graf von Browne, Baron de Camus and Mountany

* 23. Oktober 1705   † 26. Juni 1757 (verw. Prag). Laufbahn: 18. März 1735 Generalfeldwachtmeister, 26. März 1739 Feldmarschalleutnant, 11. Juli 1745 Feldzeugmeister, 10. Juli 1754 Feldmarschall
- Johann Georg Graf von Browne

* 18. Februar 1742   † 14. Oktober 1794. Laufbahn: 25. April 1775 Generalmajor, 26. Juni 1786 Feldmarschalleutnant, 19. Oktober 1789 Feldzeugmeister
- Joseph Ulysses Graf von Browne

* 13. Oktober 1728   † 29. April 1759 (verw. Hochkirch). Laufbahn: 27. Oktober 1758 Generalfeldwachtmeister
- Philipp Georg Graf von Browne

* 2. Juni 1727   † 19. Dezember 1803. Laufbahn: 27. Mai 1758 Generalfeldwachtmeister, 25. Januar 1767 mit Rang vom 18. Oktober 1765 Feldmarschalleutnant
- Valentin Freiherr von Browne

† 27. Juli 1784. Laufbahn: 22. Januar 1757 Generalfeldwachtmeister, 26. April 1763 mit Rang vom 26. Januar 1760 Feldmarschalleutnant
- Georg Freiherr von Bruckenthal

† 1711. Laufbahn: 23. März 1710 Generalfeldwachtmeister
- Joseph Freiherr von Brudern (Broudre)

† 20. März 1806. Laufbahn: 9. April 1783 mit Rang vom 4. Februar 1783 Generalmajor
- Karl Rudolf Brunner von Hirschbrunn

† 14. Februar 1800. Laufbahn: 9. Oktober 1787 mit Rang vom 4. Oktober 1787 Generalmajor, 29. Dezember 1793 mit Rang vom 29. November 1793 Feldmarschalleutnant
- Konrad Emanuel Graf von Brunyan

* 1705/10   † 17. Januar 1803. Laufbahn: 26. März 1781 Generalfeldwachtmeister; 1787 kassiert?
- Franz Ritter Brusch von Neiberg

* 1767   † 1809. Laufbahn: 18. Mai 1809 Generalmajor
- Mathias Brzezina von Birkenthal

† 19. März 1816. Laufbahn: 19. Juli 1808 Generalmajor-Charakter und im Ruhestand
- Lothar Franz Freiherr von Bubenhofen

* 27. Dezember 1738   † 14. Juli 1790 (vor Czettin verwundet). Laufbahn: 12. Mai 1788 mit Rang vom 7. Mai 1788 Generalmajor
- Ferdinand Graf von Bubna und Littitz

* 26. November 1768   † 5. Juni 1825. Laufbahn: 9. März 1805 mit Rang vom 2. Oktober 1805 Generalmajor, 10. September 1809 Feldmarschalleutnant
- Karl Freiherr von Bubna und Littitz

† 12. Juli 1787. Laufbahn: 10. April 1783 mit Rang vom 1. April 1783 Generalmajor
- Freiherr Adolf Nikolaus von Buccow

* 7. Januar 1712   † 18. Mai 1764. Laufbahn: 3. Juni 1745 Generalfeldwachtmeister, 3. August 1754 mit Rang vom 3. August 1752 Feldmarschalleutnant, 30. Januar 1758 General der Kavallerie
- Adam von Buday

† Sept. 1792. Laufbahn: 26. Juli 1753 Generalfeldwachtmeister
- August Friedrich Freiherr von Bülow[11]

* 1691   † 1763. Laufbahn: 27. Juni 1752 Generalfeldwachtmeister
- Christian August Freiherr von Bülow

† 1790 vor 2. Oktober. Laufbahn: 9. Januar 1763 mit Rang vom 20. April 1758 Generalfeldwachtmeister
- Ferdinand Friedrich Freiherr von Bülow

* 12. August 1711   † 19. Juni 1776. Laufbahn: 6. Januar 1758 Generalfeldwachtmeister, 30. April 1763 mit Rang vom 4. März 1759 Feldmarschalleutnant, 1. Mai 1773 mit Rang vom 17. Januar 1770 Feldzeugmeister
- Joseph Ignaz Freiherr Buol von Bernberg

* 21. September 1749   † 2. (27.?)  August 1817. Laufbahn: 1. September 1807 mit Rang vom 9. August 1805 Generalmajor, 29. Januar 1813 mit Rang vom 27. Februar 1813 Feldmarschalleutnant
- Johann Anton Freiherr von Buol zu Riedtberg und Straßberg

* (getauft) 14. Februar 1671   † 1717 vor 14. August  Laufbahn: 1710 Generalfeldwachtmeister
- Karl Bonaventura de Longueval, Graf von Buquoy und Gratzen

* 9. Januar 1571   ⚔ vor Neuhäusel 10. Juli 1621, 1. September 1614 Oberst-Feldgeneral, 22. August 1618 Feldmarschall, 15. Mai 1619 Generaloberstleutnant, 24. März 1620 Generaloberst der Kavallerie
- Franz Freiherr von Büren

† 23. Juli 1797, 4. März 1796 mit Rang vom ...? Generalmajor
- Wenzel Ritter Buresch von Greiffenbach

* 1748   † 17. März 1812/13. Laufbahn: 2. April 1807 mit Rang vom 2. Juni 1805 Generalmajor, 25. August 1809 Feldmarschalleutnant, 1809 im Ruhestand
- Viktor Anton Ritter von Bürger

† 28. November 1800. Laufbahn: 9. September 1796 mit Rang vom 6. Juni 1796 Generalmajor
- Otto Ludwig Konrad Graf von Burghausen

* 12. April 1713   † 31. Mai 1795. Laufbahn: 1. Mai 1747 Generalfeldwachtmeister, 22. Juni 1757 mit Rang vom 18. Januar 1756 Feldmarschalleutnant
- Johann Heinrich Freiherr von Bürkli

* 23. Februar 1647   † 28. Oktober 1730. Laufbahn: 11. Juni 1695 Generalfeldwachtmeister, 10. April 1704 Feldmarschalleutnant, 4. April 1711 Feldzeugmeister, 2. Oktober 1723 Feldmarschall
- Burmann, ...

† 1737. Laufbahn: 11. März 1735 Generalfeldwachtmeister
- Sigmund Freiherr von Burmann

*?   †?. Laufbahn: 13. April 1760 mit Rang vom 10. April 1758 Generalfeldwachtmeister
- Heinrich Christoph Freiherr von Busch

*?   †?. Laufbahn: 1. März 1739 Generalfeldwachtmeister
- Anton Franz Amatus Graf Bussy de Mignot

* 1755   † 21. März 1804. Laufbahn: 11. Mai 1799 mit Rang vom 5. Mai 1799 Generalmajor
- Claudius Graf von Bussy

*?   †?. Laufbahn: 12. Juni 1801 mit Rang vom 1. Juni 1801 Generalmajor, 5. Mai 1820 quittiert
- Ignaz Philibert Hoens, Freiherr von Bustanzy

† 1764. Laufbahn: 2. Juli 1745 Generalfeldwachtmeister, 1754 mit Rang vom 7. August 1752 Feldmarschalleutnant
- James Butler

*?   †?. Laufbahn: 13. September 1635 Generalfeldwachtmeister
- Ludwig Freiherr von Butler

* 1709   † 14. Februar 1775. Laufbahn: 28. Oktober 1756 Generalfeldwachtmeister, 6. Januar 1760 mit Rang vom 24. Januar 1758 Feldmarschalleutnant
- Johann Anton Franz Graf von Buttlar

* 8. April 1685   † 6./9. Januar 1731. Laufbahn: 3. Dezember 1719 preußischer Generalmajor; 28. April 1722 oberrheinischer Generalwagenmeister; 19. Januar 1726 kaiserlicher Generalfeldwachtmeister
- Wenzel Marchese di Buzzacarini

† 1736?. Laufbahn: 25. Dezember 1733 Generalfeldwachtmeister
- Sigmund Freiherr Bydeskuty von Ipp

* 1751   † 17. Mai 1799 (verwundet bei Cassano). Laufbahn: 18. Mai 1799 (sic!) mit Rang vom 15. Mai 1799 Generalmajor